# Ercé-en-Lamée
Ercé-en-Lamée (bretonisch: Herzieg-Mez; Gallo: Erczaé) ist eine französische Gemeinde mit 1.568 Einwohnern (Stand: 1. Januar 2022) im Département Ille-et-Vilaine in der Region Bretagne. Ercé-en-Lamée gehört zum Arrondissement Redon und ist Teil des Kantons Bain-de-Bretagne. Die Einwohner werden Ercéens genannt.

## Geografie
Ercé-en-Lamée liegt etwa 32 Kilometer südsüdöstlich von Rennes. Der Fluss Semnon bildet hier die nördliche Gemeindegrenze. Umgeben wird Ercé-en-Lamée von den Nachbargemeinden La Bosse-de-Bretagne, Tresbœuf und Lalleu im Norden, Thourie im Nordosten, Teillay im Osten, Ruffigné im Süden, Saint-Sulpice-des-Landes im Südwesten sowie Bain-de-Bretagne im Westen.

## Bevölkerung
| Jahr      | 1962  | 1968  | 1975  | 1982  | 1990  | 1999  | 2006  | 2013  |
| --------- | ----- | ----- | ----- | ----- | ----- | ----- | ----- | ----- |
| Einwohner | 1.668 | 1.542 | 1.356 | 1.253 | 1.145 | 1.156 | 1.318 | 1.517 |

## Sehenswürdigkeiten
- Kirche Saint-Jean-Baptiste (siehe auch: Liste der Monuments historiques in Ercé-en-Lamée)
- Kapelle Saint-Fiacre
- Schloss La Motte-des-Vaux aus dem 17. Jahrhundert

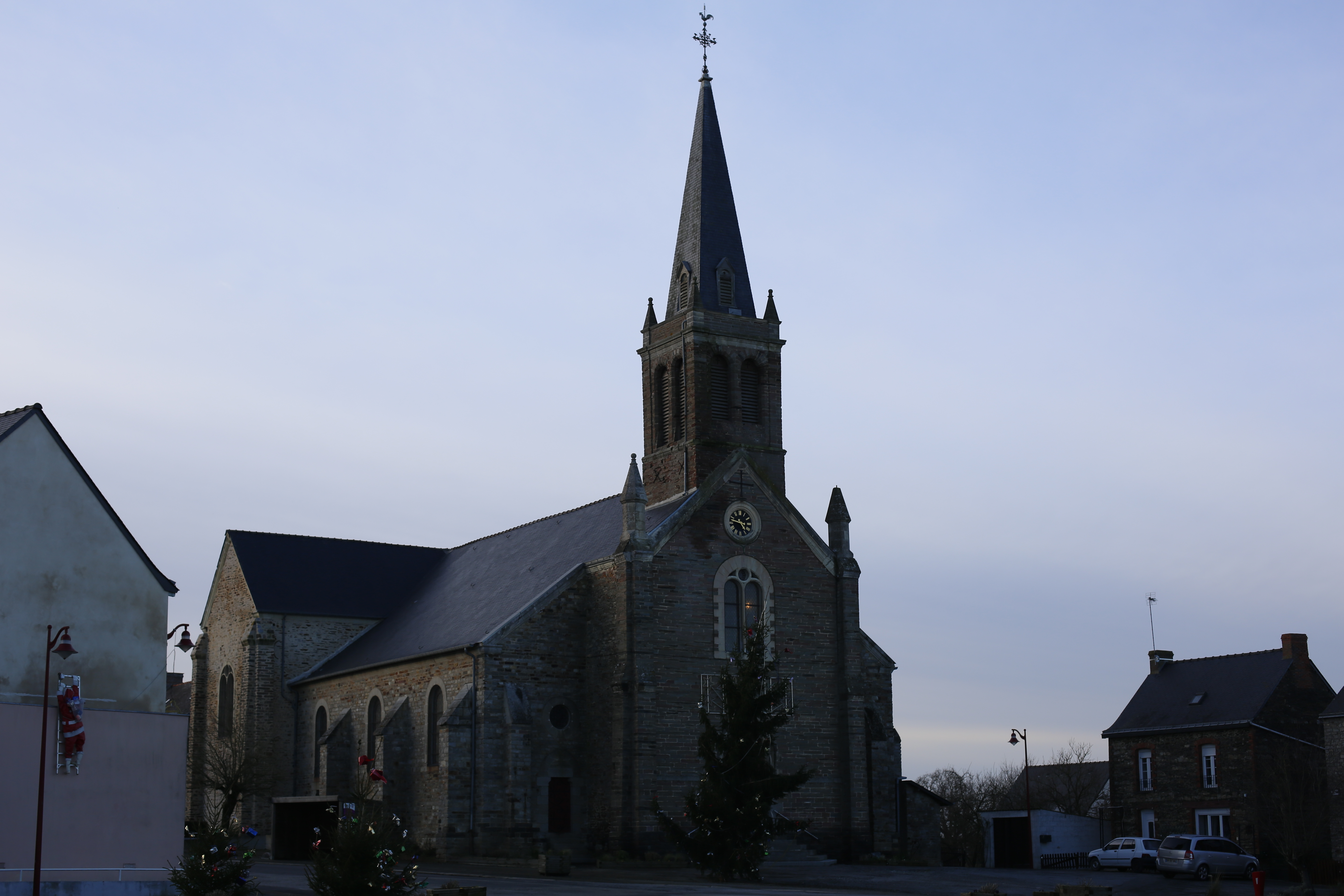
Kirche Saint-Jean-Baptiste
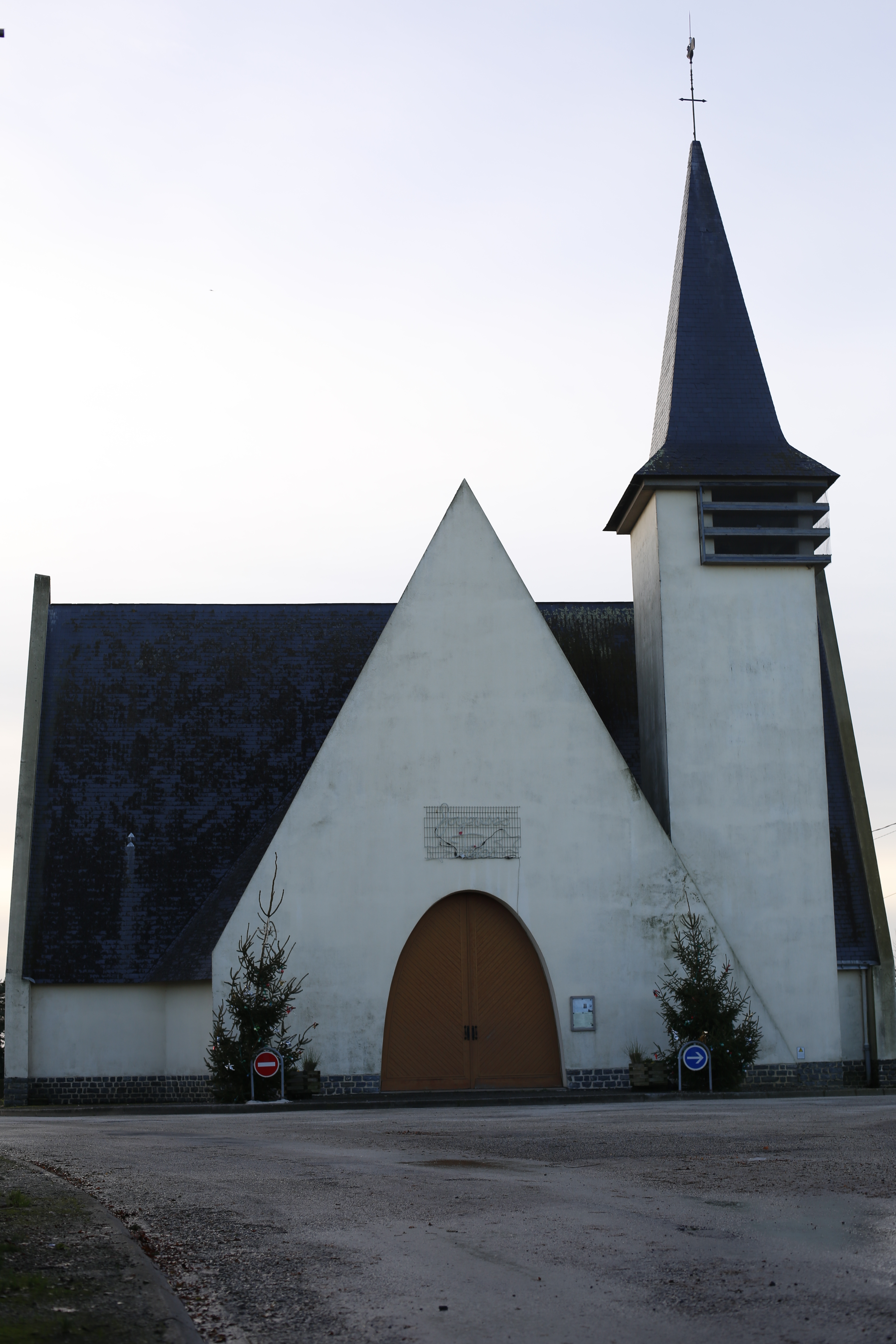
Kapelle Saint-Fiacre